# Щеблинов, Алексей Юрьевич
Алексей Юрьевич Щеблинов (род. 19 января 1963) — советский и российский хоккеист, вратарь.

## Биография
Воспитанник ЦСКА, за команду провёл одну игру в чемпионате СССР — 2 февраля 1983 в гостевой игре против «Динамо» Рига (7:1) на 56-й минуте при счёте 7:0 заменил Третьяка и пропустил шайбу от Балдериса.
На протяжении 10 сезонов (1984/85 — 1993/94) выступал за «Кристалл» Саратов. В сезоне 1992/93 играл также за «Химик» Энгельс.